# Johnny Mnemonic (film)
Johnny Mnemonic – amerykańsko-kanadyjski film fabularny (science fiction) z 1995 roku.
Film został nakręcony według cyberpunkowego opowiadania Williama Gibsona pod tym samym tytułem. Fabuła filmu jest osadzona w świecie roku 2021. Opowiada historię człowieka, który dzięki wszczepionemu implantowi pamięci trudni się przewożeniem w nim informacji. Połowa ludzkości cierpi na tajemniczą nieuleczalną chorobę NAS. Podczas jednego z transportów danych Johnny Mnemonic (Keanu Reeves) wpada w wielkie tarapaty − dane chce przechwycić Yakuza. Okazuje się, że dane zawierają informacje dotyczące lekarstwa na NAS, a firma je produkująca stara się za wszelką cenę nie dopuścić do ich upublicznienia.

## Obsada
- Keanu Reeves − Johnny Mnemonic
- Dina Meyer − Jane
- Ice-T − J-Bone
- Takeshi Kitano − Takahashi
- Dennis Akayama − Shinji
- Dolph Lundgren − uliczny kaznodzieja
- Henry Rollins − Spider
- Barbara Sukowa − Anna Kalmann
- Udo Kier − Ralfi
- Tracy Tweed − Pretty
- Falconer Abraham − Yomamma
- Coyote Shivers − Buddy
- Don Francks − Hooky
- Diego Chambers − Henson
- Von Flores − Viet
- Mr. Didulle − Delfin